# Theridion vespertinum
Theridion vespertinum là một loài nhện trong họ Theridiidae.
Loài này thuộc chi Theridion. Theridion vespertinum được Gershom Levy miêu tả năm 1985.